# Шамбо, Иван Павлович
Иван Павлович Шамбо (1783—1848) — педагог, секретарь императрицы Александры Фёдоровны, учитель цесаревича Александра Николаевича. тайный советник. 

## Биография
Родился 10 февраля 1783 года в Берлине, куда из Франции переселился его отец, принадлежавший к гугенотам. 

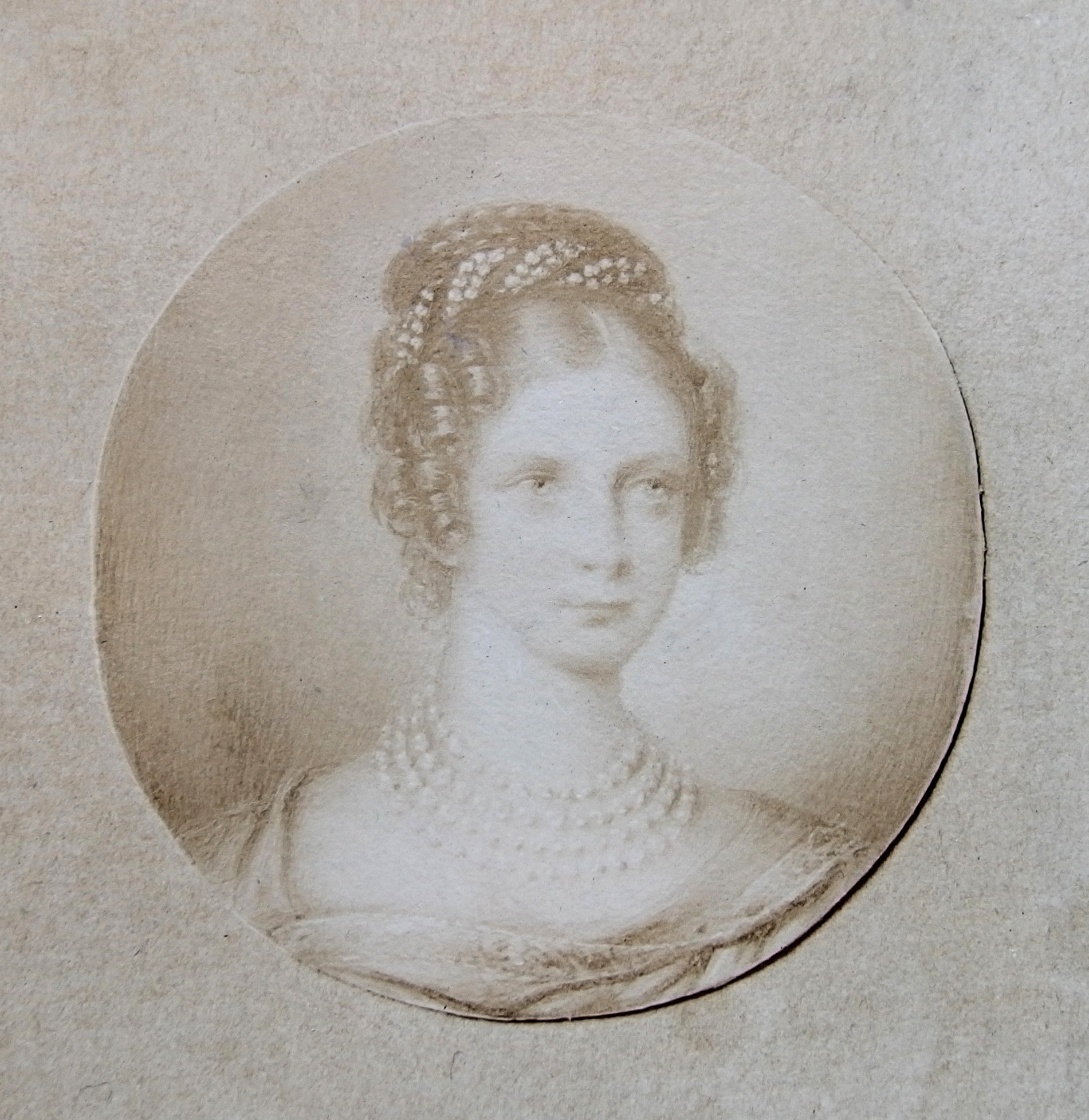
Шарлотта Прусская

Служил с 15 декабря 1814 года секретарём принцессы Фридерики Луизы Шарлотты Вильгельмины Прусской, будущей российской императрице Александре Фёдоровне, с которой и прибыл в Россию в июле 1817 года; на русской службе состоял с 17 августа 1817 года. 
В начале царствования российского императора Николая I (мужа Александры Фёдоровны) Шамбо было поручено преподавание немецкого языка цесаревичу Александру Николаевичу, причём ему назначена была «за усердие» пенсия в размере трёх тысяч рублей. 
В последние годы своей жизни, состоя в чине тайного советника, Шамбо управлял Домом призрения, основанным после наводнении 1824 года английским негоциантом Джоном Веннингом и получившим впоследствии наименование «Дом императрицы Александры Феодоровны для призрения бедных». 
Шамбо пользовался полным доверием императрицы; у него была её печать и он распоряжался её частной корреспонденцией. Секретарём императрицы он оставался до самой своей смерти, последовавшей 17 (29) июня 1848 года. Был похоронен на Троицком кладбище Старого Петергофа.
По всей вероятности, ему принадлежит «Краткий курс всеобщей истории», изданный в 1838 году в Санкт-Петербурге в двух частях и представляющий собой перевод с французского с некоторыми дополнениями и примечаниями к подлиннику.